# Amós
Amós (aquele que ajuda a carregar o fardo ou nome que em hebraico significa "levar" e que parece ser uma forma abreviada da expressão Amosiá, que significa Deus levou) foi um Profeta do Antigo Testamento, autor do Livro de Amós. Amós escreveu em um momento de relativa paz e prosperidade, mas também de negligência das leis de Deus. Ele falou contra uma disparidade crescente entre os muito ricos e os muito pobres (desigualdade social). Os principais temas abordados em sua obra eram a justiça social, a onipotência de Deus e o julgamento divino.

## Vida
Amós era nativo de Tecoa, uma cidade a cerca de 20 km, nos limites do deserto de Judá (Amós 1,1), a sudeste de Belém. Também era um homem de família humilde. Era um pastor de ovelhas e cultivador de sicómoros (Ibid. 7,14). Aproximadamente em 760 a.C., deixou sua vida tranquila e foi anunciar e denunciar no Reino de Israel Setentrional, durante o reinado de Jeroboão II (Ibid. 1,1).

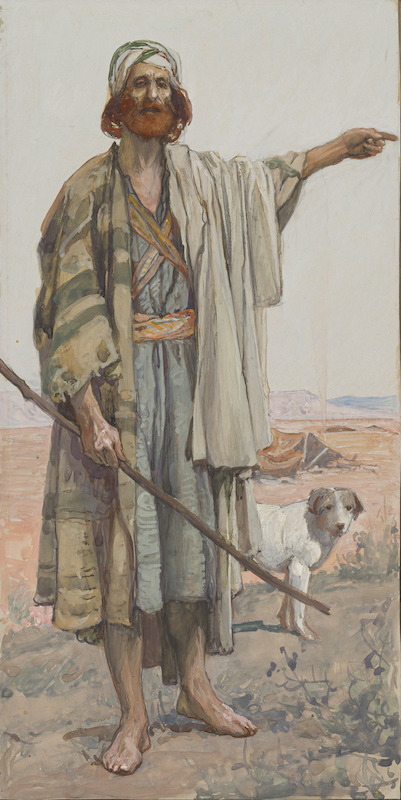
Amós, aquarela de James Tissot (1836-1902), pintada entre 1896-1902.

Ele profetizou durante os reinados de Uzias, rei de Judá, e foi contemporâneo de Isaías e Oseias, que viveram alguns anos a mais que ele. Sob Jeroboão II, o reino de Israel atingiu o máximo de sua prosperidade, mas isto foi acompanhado do aumento da luxúria, do vício e da idolatria. Nesse contexto, o luxo dos ricos insultava a miséria dos oprimidos e o esplendor do culto disfarçava a ausência de uma religião verdadeira. Nesse momento, Amós foi convocado por Deus para lembrar ao povo da sua Lei, da retribuição da sua justiça e para chamar o povo ao arrependimento. Ele fê-lo, denunciava essa situação, com a rudeza simples e altiva e com a riqueza de imagens típica de um homem do campo. A palavra de Amós incomodava porque ele anunciava que o julgamento de Deus iria atingir não só as nações gentias, mas também, e principalmente, o povo escolhido; este já se considerava salvo, mas na prática era pior do que os gentios (Ibid1,3; 2,16). Amós não se contentava em denunciar genericamente a injustiça social, ele denunciava especificamente:
- os ricos que acumulavam cada vez mais, para viverem em mansões e palácios (Ibid. 3,13-15; 6,1-7), criando um regime de opressão (Ibid. 3,10);
- as mulheres ricas que, para viverem no luxo, estimulavam seus maridos a explorar os fracos (Ibid. 4,1-3);
- os que roubavam e exploravam e depois iam ao santuário rezar, pagar dízimo, dar esmolas para aplacar a própria consciência (Ibid. 4,4-12; 5,21-27);
- os juízes que julgavam de acordo com o dinheiro que recebiam dos subornos (Ibid. 2,6-7; 4,1; 5,7; 10-13);
- os comerciantes ladrões  sem escrúpulo que deixavam os pobres sem possibilidades de comprar e vender as mercadorias por preço justo (Ibid. 8,4-8).

## Ensinamentos
Alguns de seus principais ensinamentos são:
- Orações e sacrifícios não compensam más ações. «A prática de atos religiosos não é um seguro contra o julgamento de Deus» e esse «privilégio envolve oportunidade ou escapismo […] A imunidade não pode ser reivindicada simplesmente por causa de um favor passado de Deus, independentemente de ações e da medida do serviço fiel.»[3]
- Comportar-se com justiça é muito mais importante que o ritual (Amós 5, 21-24). «O culto cerimonial não tem valor intrínseco […] o único serviço genuíno de Deus consiste em justiça e retidão.» (Ibid. 5,24)[4]
- Amós acreditava na justiça econômica  «a convicção de Amós de que a justiça econômica era necessária para preservar a nação (enquanto seus oponentes afirmavam que os sacrifícios e ofertas a preservavam) o forçou a concluir que um Deus que desejava a nação preservada deveria querer justiça e querer sempre, e nunca poderia, portanto, querer sacrifícios, que encorajavam e desculpavam a injustiça.» [5]
- «Amós era um monoteísta intransigente. Não há um verso em seus escritos que admita a existência de outras divindades.»[4]
- O relacionamento entre o povo de Israel é articulado para ser um contrato moral. Se o povo de Israel cair abaixo dos requisitos morais de Deus, seu relacionamento certamente será dissolvido.
- A dependência de Deus é um requisito para a auto-realização. Alguém viverá se buscar o Senhor Ibid. 5,4).

## Justiça

### Interpretações na Antiguidade
A antiga exortação à justiça é expressa pela voz de Deus nos ensinamentos de Amós. Amós é avisado por Deus que os israelitas vão enfrentar a intervenção divina, pois a opressão corre solta em Israel. Deus expressou essa opressão dizendo que os israelitas estavam praticando religiosidade sem justiça. Ao oprimir os pobres e deixar de praticar a justiça, os israelitas estavam se comportando de maneira injusta; a justiça deveria ser promulgada como um núcleo da mensagem de Deus nos ensinamentos proféticos de Amós.

### Interpretações modernas
Influências ou referências aos ensinamentos de Amós podem ser encontradas em certos discursos políticos e de defesa dos direitos civis. Em «Eu Tenho Um Sonho», de Martin Luther King Jr., King declara que «não ficaremos satisfeitos até que a justiça caia como águas e a retidão como uma corrente poderosa», que é uma alusão a Amós 5,24: «Em vez disso, corra a retidão como um rio, a justiça como um ribeiro perene!». O político estadunidense Bernie Sanders também chegou a fazer referência a Amós 5,24 em um discurso durante sua campanha presidencial de 2016.